# Platja del Racó de Garbí

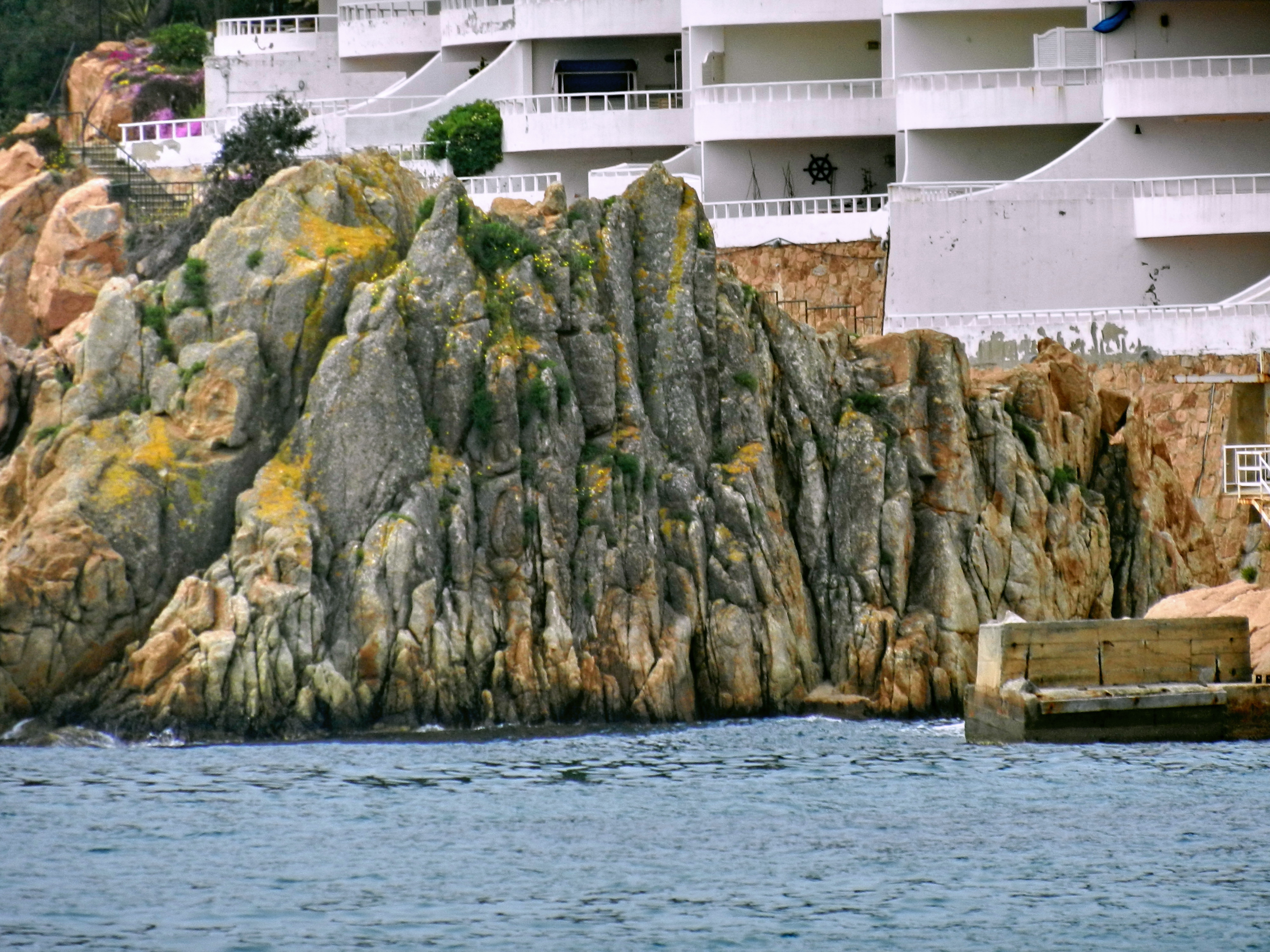
Roques de Sang i Fetge

La platja del Racó de Garbí, o platja dels Vagos, antigament anomenada cala d'en Sies o cala del Raig, és una platja urbana del municipi de Sant Feliu de Guíxols (Baix Empordà), situada a la badia de Sant Feliu, com a continuació natural de la platja de Sant Feliu. Està limitada al nord pel Moll de Pedra de sa Roca Grossa i al sud pels esculls ataronjats coneguts amb el nom de Sang i Fetge. Orientada a l'est, té una longitud de 123 m i una amplada mitjana de 26 m, formada per sorra gruixuda i grava. Hi desemboca la riera del Monestir, que baixa pel centre del poble, arribant a la platja en un caixó ben visible, que es construí el 1975 per desviar el seu curs, que desembocava a la platja de Sant Feliu. A tocar de la platja hi ha l'edifici dels antics Banys de Sant Elm.